# Arctosa politana
Arctosa politana Roewer, 1960 è un ragno appartenente alla famiglia Lycosidae.

## Etimologia
Non è chiaro da dove derivi il nome proprio della specie.

## Caratteristiche
Il cefalotorace è marrone. Il tarso dei pedipalpi è fornito di due artigli ben distinti all'apice. Le lamelle terminano con un uncino caratteristico dalla forma particolare.
Le femmine immature rinvenute hanno il bodylenght (prosoma + opistosoma) di 6 millimetri (3 + 3).
I maschi hanno il bodylenght (prosoma + opistosoma) di 5,5 millimetri (3 + 2,5).

## Distribuzione
La specie è stata reperita nell'Etiopia orientale, nei pressi della città di Harar, appartenente alla regione omonima.

## Tassonomia
Al 2016 non sono note sottospecie e dal 1960 non sono stati esaminati nuovi esemplari.